# Liste der Hallenweltmeister in der Leichtathletik/Medaillengewinnerinnen
Diese Liste ist Teil der Liste der Hallenweltmeister in der Leichtathletik. Sie führt sämtliche Medaillengewinnerinnen bei Leichtathletik-Hallenweltmeisterschaften auf. Sie ist gegliedert nach Wettbewerben, die aktuell zum Wettkampfprogramm gehören und nach nicht mehr ausgetragenen Wettbewerben.

## Aktuelle Wettbewerbe

### 60 m
| Weltmeisterschaften | Weltmeisterschaften | Gold                    | Silber             | Bronze                 |
| ------------------- | ------------------- | ----------------------- | ------------------ | ---------------------- |
| 1987                | Indianapolis        | Nelli Cooman            | Anelija Nunewa     | Angela Bailey          |
| 1989                | Budapest            | Nelli Cooman            | Gwen Torrence      | Merlene Ottey          |
| 1991                | Sevilla             | Irina Sergejewa         | Merlene Ottey      | Liliana Allen          |
| 1993                | Toronto             | Gail Devers             | Irina Priwalowa    | Schanna Tarnopolskaja  |
| 1995                | Barcelona           | Merlene Ottey           | Melanie Paschke    | Carlette Guidry        |
| 1997                | Paris               | Gail Devers             | Chandra Sturrup    | Frédérique Bangué      |
| 1999                | Maebashi            | Ekaterini Thanou        | Gail Devers        | Philomena Mensah       |
| 2001                | Lissabon            | Chandra Sturrup         | Angela Williams    | Chryste Gaines         |
| 2003                | Birmingham          | Schanna Block           | Angela Williams    | Torri Edwards          |
| 2004                | Budapest            | Gail Devers             | Kim Gevaert        | Julija Neszjarenka     |
| 2006                | Moskau              | Me’Lisa Barber          | Lauryn Williams    | Kim Gevaert            |
| 2008                | Valencia            | Angela Williams         | Jeanette Kwakye    | Tahesia Harrigan       |
| 2010                | Doha                | Veronica Campbell-Brown | Carmelita Jeter    | Ruddy Zang Milama      |
| 2012                | Istanbul            | Veronica Campbell-Brown | Murielle Ahouré    | Tianna Madison         |
| 2014                | Sopot               | Shelly-Ann Fraser-Pryce | Murielle Ahouré    | Tianna Bartoletta      |
| 2016                | Portland            | Barbara Pierre          | Dafne Schippers    | Elaine Thompson        |
| 2018                | Birmingham          | Murielle Ahouré         | Marie-Josée Ta Lou | Mujinga Kambundji      |
| 2022                | Belgrad             | Mujinga Kambundji       | Mikiah Brisco      | Marybeth Sant-Price    |
| 2024                | Glasgow             | Julien Alfred           | Ewa Swoboda        | Zaynab Dosso           |
| 2025                | Nanjing             | Mujinga Kambundji       | Zaynab Dosso       | Patrizia van der Weken |

### 400 m
| Weltmeisterschaften | Weltmeisterschaften | Gold                | Silber             | Bronze                   |
| ------------------- | ------------------- | ------------------- | ------------------ | ------------------------ |
| 1987                | Indianapolis        | Sabine Busch        | Lillie Leatherwood | Judit Forgács            |
| 1989                | Budapest            | Helga Arendt        | Diane Dixon        | Jillian Richardson       |
| 1991                | Sevilla             | Diane Dixon         | Sandra Myers       | Anita Protti             |
| 1993                | Toronto             | Sandie Richards     | Tatjana Alexejewa  | Jearl Miles              |
| 1995                | Barcelona           | Irina Priwalowa     | Sandie Richards    | Daniela Georgiewa        |
| 1997                | Paris               | Jearl Miles Clark   | Sandie Richards    | Helena Fuchsová          |
| 1999                | Maebashi            | Grit Breuer         | Falilat Ogunkoya   | Jearl Miles Clark        |
| 2001                | Lissabon            | Sandie Richards     | Olga Kotljarowa    | Olesja Sykina            |
| 2003                | Birmingham          | Natalja Nasarowa    | Christine Amertil  | Grit Breuer              |
| 2004                | Budapest            | Natalja Nasarowa    | Olesja Krasnomowez | Tonique Williams-Darling |
| 2006                | Moskau              | Olesja Krasnomowez  | Wanja Stambolowa   | Christine Amertil        |
| 2008                | Valencia            | Olesja Sykina       | Natalja Nasarowa   | Shareese Woods           |
| 2010                | Doha                | Debbie Dunn         | Tatjana Firowa     | Wanja Stambolowa         |
| 2012                | Istanbul            | Sanya Richards-Ross | Alexandra Fedoriwa | Tianna Madison           |
| 2014                | Sopot               | Francena McCorory   | Kaliese Spencer    | Shaunae Miller           |
| 2016                | Portland            | Kemi Adekoya        | Ashley Spencer     | Quanera Hayes            |
| 2018                | Birmingham          | Courtney Okolo      | Shakima Wimbley    | Eilidh Doyle             |
| 2022                | Belgrad             | Shaunae Miller-Uibo | Femke Bol          | Stephenie Ann McPherson  |
| 2024                | Glasgow             | Femke Bol           | Lieke Klaver       | Alexis Holmes            |
| 2025                | Nanjing             | Amber Anning        | Alexis Holmes      | Henriette Jæger          |

### 800 m
| Weltmeisterschaften | Weltmeisterschaften | Gold                   | Silber                 | Bronze                   |
| ------------------- | ------------------- | ---------------------- | ---------------------- | ------------------------ |
| 1987                | Indianapolis        | Christine Wachtel      | Gabriela Sedláková     | Ljubow Kirjuchina        |
| 1989                | Budapest            | Christine Wachtel      | Tazzjana Hrabjantschuk | Ellen Kießling           |
| 1991                | Sevilla             | Christine Wachtel      | Violeta Beclea         | Ella Kovacs              |
| 1993                | Toronto             | Maria de Lurdes Mutola | Swetlana Masterkowa    | Joetta Clark             |
| 1995                | Barcelona           | Maria de Lurdes Mutola | Jelena Afanassjewa     | Letitia Vriesde          |
| 1997                | Paris               | Maria de Lurdes Mutola | Natallja Duchnowa      | Joetta Clark             |
| 1999                | Maebashi            | Ludmila Formanová      | Maria de Lurdes Mutola | Natalja Zyganowa         |
| 2001                | Lissabon            | Maria de Lurdes Mutola | Stephanie Graf         | Helena Fuchsová          |
| 2003                | Birmingham          | Maria de Lurdes Mutola | Stephanie Graf         | Mayte Martínez           |
| 2004                | Budapest            | Maria de Lurdes Mutola | Jolanda Čeplak         | Joanne Fenn              |
| 2006                | Moskau              | Maria de Lurdes Mutola | Kenia Sinclair         | Hasna Benhassi           |
| 2008                | Valencia            | Tamsyn Lewis           | Tetjana Petljuk        | Maria de Lurdes Mutola   |
| 2010                | Doha                | Marija Sawinowa        | Jenny Meadows          | Alysia Johnson           |
| 2012                | Istanbul            | Pamela Jelimo          | Natalija Lupu          | Erica Moore              |
| 2014                | Sopot               | Chanelle Price         | Angelika Cichocka      | Maryna Arsamassawa       |
| 2016                | Portland            | Francine Niyonsaba     | Ajeé Wilson            | Margaret Nyairera Wambui |
| 2018                | Birmingham          | Francine Niyonsaba     | Ajeé Wilson            | Shelayna Oskan-Clarke    |
| 2022                | Belgrad             | Ajeé Wilson            | Freweyni Hailu         | Halimah Nakaayi          |
| 2024                | Glasgow             | Tsige Duguma           | Jemma Reekie           | Noélie Yarigo            |
| 2025                | Nanjing             | Prudence Sekgodiso     | Nigist Getachew        | Patrícia Silva           |

### 1500 m
| Weltmeisterschaften | Weltmeisterschaften | Gold                   | Silber                  | Bronze               |
| ------------------- | ------------------- | ---------------------- | ----------------------- | -------------------- |
| 1987                | Indianapolis        | Doina Melinte          | Tetjana Samolenko       | Swetlana Kitowa      |
| 1989                | Budapest            | Doina Melinte          | Swetlana Kitowa         | Yvonne Mai           |
| 1991                | Sevilla             | Ljudmila Rogatschowa   | Ivana Kubešová          | Tudorița Chidu       |
| 1993                | Toronto             | Jekaterina Podkopajewa | Violeta Beclea          | Sandra Gasser        |
| 1995                | Barcelona           | Regina Jacobs          | Carla Sacramento        | Maite Zúñiga         |
| 1997                | Paris               | Jekaterina Podkopajewa | Patricia Djaté-Taillard | Lidia Chojecka       |
| 1999                | Maebashi            | Gabriela Szabo         | Violeta Szekely         | Lidia Chojecka       |
| 2001                | Lissabon            | Hasna Benhassi         | Violeta Szekely         | Natalja Gorelowa     |
| 2003                | Birmingham          | Regina Jacobs          | Kelly Holmes            | Jekaterina Rosenberg |
| 2004                | Budapest            | Kutre Dulecha          | Carmen Douma-Hussar     | Gulnara Galkina      |
| 2006                | Moskau              | Julija Tschischenko    | Jelena Sobolewa         | Maryam Yusuf Jamal   |
| 2008                | Valencia            | Gelete Burka           | Maryam Yusuf Jamal      | Daniela Jordanowa    |
| 2010                | Doha                | Kalkidan Gezahegne     | Natalia Rodríguez       | Gelete Burka         |
| 2012                | Istanbul            | Genzebe Dibaba         | Mariem Alaoui Selsouli  | Hind Dehiba Chahyd   |
| 2014                | Sopot               | Abeba Aregawi          | Axumawit Embaye         | Nicole Sifuentes     |
| 2016                | Portland            | Sifan Hassan           | Dawit Seyaum            | Gudaf Tsegay         |
| 2018                | Birmingham          | Genzebe Dibaba         | Laura Muir              | Sifan Hassan         |
| 2022                | Belgrad             | Gudaf Tsegay           | Axumawit Embaye         | Hirut Meshesha       |
| 2024                | Glasgow             | Freweyni Hailu         | Nikki Hiltz             | Emily Mackay         |
| 2025                | Nanjing             | Gudaf Tsegay           | Diribe Welteji          | Georgia Hunter Bell  |

### 3000 m
| Weltmeisterschaften | Weltmeisterschaften | Gold                    | Silber                  | Bronze                 |
| ------------------- | ------------------- | ----------------------- | ----------------------- | ---------------------- |
| 1987                | Indianapolis        | Tetjana Samolenko       | Olga Bondarenko         | Maricica Puică         |
| 1989                | Budapest            | Elly van Hulst          | Liz McColgan            | Margareta Keszeg       |
| 1991                | Sevilla             | Marie-Pierre Duros      | Margareta Keszeg        | Ljubow Kremljowa       |
| 1993                | Toronto             | Yvonne Murray           | Margareta Keszeg        | Lynn Jennings          |
| 1995                | Barcelona           | Gabriela Szabo          | Lynn Jennings           | Joan Nesbit            |
| 1997                | Paris               | Gabriela Szabo          | Sonia O’Sullivan        | Fernanda Ribeiro       |
| 1999                | Maebashi            | Gabriela Szabo          | Zahra Ouaziz            | Regina Jacobs          |
| 2001                | Lissabon            | Olga Jegorowa           | Gabriela Szabo          | Jelena Sadoroschnaja   |
| 2003                | Birmingham          | Berhane Adere           | Marta Domínguez         | Meseret Defar          |
| 2004                | Budapest            | Meseret Defar           | Berhane Adere           | Shayne Culpepper       |
| 2006                | Moskau              | Meseret Defar           | Lilija Schobuchowa      | Lidia Chojecka         |
| 2008                | Valencia            | Meseret Defar           | Meselech Melkamu        | Mariem Alaoui Selsouli |
| 2010                | Doha                | Meseret Defar           | Vivian Cheruiyot        | Sentayehu Ejigu        |
| 2012                | Istanbul            | Hellen Obiri            | Meseret Defar           | Gelete Burka           |
| 2014                | Sopot               | Genzebe Dibaba          | Hellen Obiri            | Maryam Yusuf Jamal     |
| 2016                | Portland            | Genzebe Dibaba          | Meseret Defar           | Shannon Rowbury        |
| 2018                | Birmingham          | Genzebe Dibaba          | Sifan Hassan            | Laura Muir             |
| 2022                | Belgrad             | Lemlem Hailu            | Elle Purrier St. Pierre | Ejgayehu Taye          |
| 2024                | Glasgow             | Elle Purrier St. Pierre | Gudaf Tsegay            | Beatrice Chepkoech     |
| 2025                | Nanjing             | Freweyni Hailu          | Shelby Houlihan         | Jessica Hull           |

### 60 m Hürden
| Weltmeisterschaften | Weltmeisterschaften | Gold                      | Silber                 | Bronze                        |
| ------------------- | ------------------- | ------------------------- | ---------------------- | ----------------------------- |
| 1987                | Indianapolis        | Cornelia Oschkenat        | Jordanka Donkowa       | Ginka Sagortschewa            |
| 1989                | Budapest            | Jelisaweta Tschernyschowa | Ljudmila Naroschilenko | Cornelia Oschkenat            |
| 1991                | Sevilla             | Ljudmila Naroschilenko    | Monique Éwanjé-Épée    | Aliuska López                 |
| 1993                | Toronto             | Julie Baumann             | LaVonna Martin-Floreal | Patricia Girard-Léno          |
| 1995                | Barcelona           | Aliuska López             | Olga Schischigina      | Brigita Bukovec               |
| 1997                | Paris               | Michelle Freeman          | Gillian Russell        | Cheryl Dickey Patricia Girard |
| 1999                | Maebashi            | Olga Schischigina         | Glory Alozie           | Keturah Anderson              |
| 2001                | Lissabon            | Anjanette Kirkland        | Michelle Freeman       | Nicole Ramalalanirina         |
| 2003                | Birmingham          | Gail Devers               | Glory Alozie           | Melissa Morrison              |
| 2004                | Budapest            | Perdita Felicien          | Gail Devers            | Linda Ferga-Khodadin          |
| 2006                | Moskau              | Derval O’Rourke           | Glory Alozie           | Susanna Kallur                |
| 2008                | Valencia            | Lolo Jones                | Candice Davis          | Anay Tejeda                   |
| 2010                | Doha                | Lolo Jones                | Perdita Felicien       | Priscilla Lopes-Schliep       |
| 2012                | Istanbul            | Sally Pearson             | Tiffany Porter         | Alina Talaj                   |
| 2014                | Sopot               | Nia Ali                   | Sally Pearson          | Tiffany Porter                |
| 2016                | Portland            | Nia Ali                   | Brianna Rollins        | Tiffany Porter                |
| 2018                | Birmingham          | Kendra Harrison           | Christina Manning      | Nadine Visser                 |
| 2022                | Belgrad             | Cyréna Samba-Mayela       | Devynne Charlton       | Gabriele Cunningham           |
| 2024                | Glasgow             | Devynne Charlton          | Cyréna Samba-Mayela    | Pia Skrzyszowska              |
| 2025                | Nanjing             | Devynne Charlton          | Ditaji Kambundji       | Ackera Nugent                 |

### 4 × 400 m Staffel
| Weltmeisterschaften | Weltmeisterschaften | Gold | Silber | Bronze                                                                                             |
| ------------------- | ------------------- | --- | --- | -------------------------------------------------------------------------------------------------- |
| 1991                | Sevilla             | Deutschland Sandra Seuser Katrin Schreiter Annett Hesselbarth Grit Breuer                                                    | Sowjetunion Marina Schmonina Ljudmyla Dschyhalowa Margarita Ponomarjowa Aelita Jurtschenko                                           | Vereinigte Staaten Terri Dendy Lillie Leatherwood Jearl Miles Diane Dixon                          |
| 1993                | Toronto             | Jamaika Deon Hemmings Beverly Grant Cathy Rattray-Williams Sandie Richards                                                   | Vereinigte Staaten Trevaia Williams Terri Dendy Dyan Webber Natasha Kaiser-Brown                                                     | |
| 1995                | Barcelona           | Russland Tatjana Tschebykina Jelena Rusina Jekaterina Kulikowa Swetlana Gontscharenko                                        | Tschechien Naděžda Koštovalová Helena Dziurová Hana Benešová Ludmila Formanová                                                       | Vereinigte Staaten Nelrae Pasha Tanya Dooley Kim Graham Flirtisha Harris                           |
| 1997                | Paris               | Russland Tatjana Tschebykina Swetlana Gontscharenko Olga Kotljarowa Tatjana Alexejewa Natalja Scharowa Jekaterina Bachwalowa | Vereinigte Staaten Shanelle Porter Natasha Kaiser-Brown Anita Howard Jearl Miles Clark Carlette Guidry                               | Deutschland Anja Rücker Anke Feller Heike Meißner Grit Breuer Anja Knippel                         |
| 1999                | Maebashi            | Russland Tatjana Gennadjewna Tschebykina Swetlana Gontscharenko Olga Kotljarowa Natalja Nasarowa                             | Australien Susan Andrews Tania Van Heer Tamsyn Lewis Cathy Freeman                                                                   | Vereinigte Staaten Monique Hennagan Michelle Collins Zundra Feagin-Alexander Shanelle Porter       |
| 2001                | Lissabon            | Russland Julija Petschonkina Olesja Sykina Julija Sotnikowa Olga Kotljarowa                                                  | Jamaika Charmaine Howell Juliet Campbell Catherine Scott Sandie Richards                                                             | Deutschland Claudia Marx Birgit Rockmeier Florence Ekpo-Umoh Shanta Ghosh                          |
| 2003                | Birmingham          | Russland Natalja Antjuch Julija Petschonkina Olesja Sykina Natalja Nasarowa                                                  | Jamaika Ronetta Smith Catherine Scott Sheryl Morgan Sandie Richards                                                                  | Vereinigte Staaten Monique Hennagan Meghan Addy Brenda Taylor Mary Danner                          |
| 2004                | Budapest            | Russland Olesja Forschewa Olga Kotljarowa Tatjana Lewina Natalja Nasarowa Olesja Sykina Natalja Antjuch                      | Belarus Natallja Salahub Hanna Kosak Ilona Ussowitsch Swjatlana Ussowitsch                                                           | Rumänien Angela Moroșanu Alina Rîpanu Maria Rus Ionela Târlea                                      |
| 2006                | Moskau              | Russland Tatjana Lewina Natalja Nasarowa Olesja Forschewa Natalja Antjuch Julija Guschtschina Tatjana Weschkurowa            | Vereinigte Staaten Debbie Dunn Tiffany Williams Monica Hargrove Mary Danner Kia Davis                                                | Belarus Natallja Salahub Hanna Kosak Juljana Schalnjaruk Ilona Ussowitsch                          |
| 2008                | Valencia            | Russland Julija Guschtschina Tatjana Lewina Natalja Nasarowa Olesja Sykina                                                   | Belarus Hanna Kosak Iryna Chljustawa Swjatlana Ussowitsch Ilona Ussowitsch                                                           | Vereinigte Staaten Angel Perkins Miriam Barnes Shareese Woods Moushaumi Robinson                   |
| 2010                | Doha                | Vereinigte Staaten Debbie Dunn DeeDee Trotter Natasha Hastings Allyson Felix                                                 | Tschechien Denisa Rosolová Jitka Bartoničková Zuzana Bergrová Zuzana Hejnová                                                         | Vereinigtes Königreich Kim Wall Vicki Barr Perri Shakes-Drayton Lee McConnell                      |
| 2012                | Istanbul            | Vereinigtes Königreich Shana Cox Nicola Sanders Christine Ohuruogu Perri Shakes-Drayton                                      | Vereinigte Staaten Leslie Cole Natasha Hastings Jernail Hayes Sanya Richards-Ross                                                    | Rumänien Angela Moroșanu Alina Panainte Adelina Pastor Mirela Lavric                               |
| 2014                | Sopot               | Vereinigte Staaten Natasha Hastings Joanna Atkins Francena McCorory Cassandra Tate Jernail Hayes Monica Hargrove             | Jamaika Patricia Hall Anneisha McLaughlin Kaliese Spencer Stephenie Ann McPherson Verone Chambers Natoya Goule                       | Vereinigtes Königreich Eilidh Child Shana Cox Margaret Adeoye Christine Ohuruogu Victoria Ohuruogu |
| 2016                | Portland            | Vereinigte Staaten Natasha Hastings Quanera Hayes Courtney Okolo Ashley Spencer                                              | Polen Ewelina Ptak Małgorzata Hołub Magdalena Gorzkowska Justyna Święty                                                              | Rumänien Adelina Pastor Mirela Lavric Andrea Miklós Bianca Răzor                                   |
| 2018                | Birmingham          | Vereinigte Staaten Quanera Hayes Georganne Moline Shakima Wimbley Courtney Okolo Joanna Atkins Raevyn Rogers                 | Polen Justyna Święty-Ersetic Patrycja Wyciszkiewicz Aleksandra Gaworska Małgorzata Hołub-Kowalik Joanna Linkiewicz Natalia Kaczmarek | Vereinigtes Königreich Meghan Beesley Hannah Williams Amy Allcock Zoey Clark Anyika Onuora         |
| 2022                | Belgrad             | Jamaika Junelle Bromfield Janieve Russell Roneisha McGregor Stephenie Ann McPherson Tiffany James                            | Niederlande Lieke Klaver Eveline Saalberg Lisanne de Witte Femke Bol Andrea Bouma                                                    | Polen Natalia Kaczmarek Iga Baumgart-Witan Kinga Gacka Justyna Święty-Ersetic Aleksandra Gaworska  |
| 2024                | Glasgow             | Niederlande Lieke Klaver Cathelijn Peeters Lisanne de Witte Femke Bol Myrte van der Schoot Eveline Saalberg                  | Vereinigte Staaten Quanera Hayes Talitha Diggs Bailey Lear Alexis Holmes Jessica Wright Na'Asha Robinson                             | Vereinigtes Königreich Laviai Nielsen Lina Nielsen Ama Pipi Jessie Knight Hannah Kelly             |
| 2025                | Nanjing             | Vereinigte Staaten Quanera Hayes Bailey Lear Rosey Effiong Alexis Holmes                                                     | Polen Justyna Święty-Ersetic Aleksandra Formella Anastazja Kuś Anna Gryc                                                             | Australien Ellie Beer Ella Connolly Bella Pasquali Jemma Pollard                                   |

### Hochsprung
| Weltmeisterschaften | Weltmeisterschaften | Gold                             | Silber                                                  | Bronze                |
| ------------------- | ------------------- | -------------------------------- | ------------------------------------------------------- | --------------------- |
| 1987                | Indianapolis        | Stefka Kostadinowa               | Susanne Beyer                                           | Emilija Dragiewa      |
| 1989                | Budapest            | Stefka Kostadinowa               | Tamara Bykowa                                           | Heike Redetzky        |
| 1991                | Sevilla             | Heike Henkel                     | Tamara Bykowa                                           | Heike Balck           |
| 1993                | Toronto             | Stefka Kostadinowa               | Heike Henkel                                            | Inha Babakowa         |
| 1995                | Barcelona           | Alina Astafei                    | Britta Bilač                                            | Heike Henkel          |
| 1997                | Paris               | Stefka Kostadinowa               | Inha Babakowa                                           | Hanne Haugland        |
| 1999                | Maebashi            | Christina Kaltschewa             | Zuzana Hlavoňová                                        | Tisha Waller          |
| 2001                | Lissabon            | Kajsa Bergqvist                  | Inha Babakowa                                           | Wenelina Wenewa       |
| 2003                | Birmingham          | Kajsa Bergqvist                  | Jelena Jelessina                                        | Anna Tschitscherowa   |
| 2004                | Budapest            | Jelena Slessarenko               | Anna Tschitscherowa                                     | Blanka Vlašić         |
| 2006                | Moskau              | Jelena Slessarenko               | Blanka Vlašić                                           | Ruth Beitia           |
| 2008                | Valencia            | Blanka Vlašić                    | Jelena Slessarenko                                      | Wita Palamar          |
| 2010                | Doha                | Blanka Vlašić                    | Ruth Beitia                                             | Chaunté Howard        |
| 2012                | Istanbul            | Chaunté Lowe                     | Antonietta Di Martino Anna Tschitscherowa Ebba Jungmark |                       |
| 2014                | Sopot               | Marija Kutschina Kamila Lićwinko |                                                         | Ruth Beitia           |
| 2016                | Portland            | Vashti Cunningham                | Ruth Beitia                                             | Kamila Lićwinko       |
| 2018                | Birmingham          | Marija Lassizkene                | Vashti Cunningham                                       | Alessia Trost         |
| 2022                | Belgrad             | Jaroslawa Mahutschich            | Eleanor Patterson                                       | Nadeschda Dubowizkaja |
| 2024                | Glasgow             | Nicola Olyslagers                | Jaroslawa Mahutschich                                   | Lia Apostolovski      |
| 2025                | Nanjing             | Nicola Olyslagers                | Eleanor Patterson                                       | Jaroslawa Mahutschich |

### Stabhochsprung
| Weltmeisterschaften | Weltmeisterschaften | Gold               | Silber                           | Bronze                         |
| ------------------- | ------------------- | ------------------ | -------------------------------- | ------------------------------ |
| 1997                | Paris               | Stacy Dragila      | Emma George                      | Cai Weiyan                     |
| 1999                | Maebashi            | Nastja Ryjikh      | Vala Flosadóttir                 | Nicole Humbert Zsuzsanna Szabó |
| 2001                | Lissabon            | Pavla Hamáčková    | Swetlana Feofanowa Kellie Suttle |                                |
| 2003                | Birmingham          | Swetlana Feofanowa | Jelena Issinbajewa               | Monika Pyrek                   |
| 2004                | Budapest            | Jelena Issinbajewa | Stacy Dragila                    | Swetlana Feofanowa             |
| 2006                | Moskau              | Jelena Issinbajewa | Anna Rogowska                    | Swetlana Feofanowa             |
| 2008                | Valencia            | Jelena Issinbajewa | Jennifer Stuczynski              | Fabiana Murer Monika Pyrek     |
| 2010                | Doha                | Fabiana Murer      | Swetlana Feofanowa               | Anna Rogowska                  |
| 2012                | Istanbul            | Jelena Issinbajewa | Vanessa Boslak                   | Holly Bleasdale                |
| 2014                | Sopot               | Yarisley Silva     | Anschelika Sidorowa Svobodová    |                                |
| 2016                | Portland            | Jennifer Suhr      | Sandi Morris                     | Katerina Stefanidi             |
| 2018                | Birmingham          | Sandi Morris       | Anschelika Sidorowa              | Katerina Stefanidi             |
| 2022                | Belgrad             | Sandi Morris       | Katie Nageotte                   | Tina Šutej                     |
| 2024                | Glasgow             | Molly Caudery      | Eliza McCartney                  | Katie Moon                     |
| 2025                | Nanjing             | Marie-Julie Bonnin | Tina Šutej                       | Angelica Moser                 |

### Weitsprung
| Weltmeisterschaften | Weltmeisterschaften | Gold                 | Silber                    | Bronze              |
| ------------------- | ------------------- | -------------------- | ------------------------- | ------------------- |
| 1987                | Indianapolis        | Heike Drechsler      | Helga Radtke              | Jelena Belewskaja   |
| 1989                | Budapest            | Galina Tschistjakowa | Marieta Ilcu              | Laryssa Bereschna   |
| 1991                | Sevilla             | Laryssa Bereschna    | Heike Drechsler           | Marieta Ilcu        |
| 1993                | Toronto             | Marieta Ilcu         | Susen Tiedtke             | Inessa Krawez       |
| 1995                | Barcelona           | Ljudmila Galkina     | Irina Muschailowa         | Susen Tiedtke       |
| 1997                | Paris               | Fiona May            | Chioma Ajunwa             | Agata Karczmarek    |
| 1999                | Maebashi            | Tatjana Kotowa       | Shana Williams            | Iwa Prandschewa     |
| 2001                | Lissabon            | Dawn Burrell         | Tatjana Kotowa            | Niurka Montalvo     |
| 2003                | Birmingham          | Tatjana Kotowa       | Inessa Krawez             | Maurren Higa Maggi  |
| 2004                | Budapest            | Tatjana Lebedewa     | Tatjana Kotowa            | Carolina Klüft      |
| 2006                | Moskau              | Tianna Madison       | Naide Gomes               | Concepción Montaner |
| 2008                | Valencia            | Naide Gomes          | Maurren Higa Maggi        | Irina Simagina      |
| 2010                | Doha                | Brittney Reese       | Naide Gomes               | Keila Costa         |
| 2012                | Istanbul            | Brittney Reese       | Janay DeLoach             | Shara Proctor       |
| 2014                | Sopot               | Éloyse Lesueur       | Katarina Johnson-Thompson | Ivana Španović      |
| 2016                | Portland            | Brittney Reese       | Ivana Španović            | Lorraine Ugen       |
| 2018                | Birmingham          | Ivana Španović       | Brittney Reese            | Sosthene Moguenara  |
| 2022                | Belgrad             | Ivana Vuleta         | Ese Brume                 | Lorraine Ugen       |
| 2024                | Glasgow             | Tara Davis-Woodhall  | Monae' Nichols            | Fátima Diame        |
| 2025                | Nanjing             | Claire Bryant        | Annik Kälin               | Fátima Diame        |

### Dreisprung
| Weltmeisterschaften | Weltmeisterschaften | Gold              | Silber                  | Bronze                 |
| ------------------- | ------------------- | ----------------- | ----------------------- | ---------------------- |
| 1993                | Toronto             | Inessa Krawez     | Iolanda Tschen          | Inna Lassowskaja       |
| 1995                | Barcelona           | Iolanda Tschen    | Iwa Prandschewa         | Ren Ruiping            |
| 1997                | Paris               | Inna Lassowskaja  | Ashia Hansen            | Šárka Kašpárková       |
| 1999                | Maebashi            | Ashia Hansen      | Iwa Prandschewa         | Šárka Kašpárková       |
| 2001                | Lissabon            | Teresa Marinowa   | Tatjana Lebedewa        | Tiombe Hurd            |
| 2003                | Birmingham          | Ashia Hansen      | Françoise Mbango Etone  | Kéné Ndoye             |
| 2004                | Budapest            | Tatjana Lebedewa  | Yamilé Aldama           | Chrysopigi Devetzi     |
| 2006                | Moskau              | Tatjana Lebedewa  | Anna Pjatych            | Yamilé Aldama          |
| 2008                | Valencia            | Yargelis Savigne  | Marija Šestak           | Olga Rypakowa          |
| 2010                | Doha                | Olga Rypakowa     | Yargelis Savigne        | Anna Pjatych           |
| 2012                | Istanbul            | Yamilé Aldama     | Olga Rypakowa           | Mabel Gay              |
| 2014                | Sopot               | Jekaterina Konewa | Olha Saladucha          | Kimberly Williams      |
| 2016                | Portland            | Yulimar Rojas     | Kristin Gierisch        | Paraskevi Papachristou |
| 2018                | Birmingham          | Yulimar Rojas     | Kimberly Williams       | Ana Peleteiro          |
| 2022                | Belgrad             | Yulimar Rojas     | Maryna Bech-Romantschuk | Kimberly Williams      |
| 2024                | Glasgow             | Thea LaFond       | Leyanis Pérez           | Ana Peleteiro-Compaoré |
| 2025                | Nanjing             | Leyanis Pérez     | Liadagmis Povea         | Ana Peleteiro-Compaoré |

### Kugelstoßen
| Weltmeisterschaften | Weltmeisterschaften | Gold                | Silber              | Bronze                    |
| ------------------- | ------------------- | ------------------- | ------------------- | ------------------------- |
| 1987                | Indianapolis        | Natalja Lissowskaja | Ilona Briesenick    | Claudia Losch             |
| 1989                | Budapest            | Claudia Losch       | Huang Zhihong       | Christa Wiese             |
| 1991                | Sevilla             | Sui Xinmei          | Huang Zhihong       | Natalja Lissowskaja       |
| 1993                | Toronto             | Swetlana Kriweljowa | Stephanie Storp     | Zhang Liuhong             |
| 1995                | Barcelona           | Kathrin Neimke      | Connie Price-Smith  | Grit Hammer               |
| 1997                | Paris               | Wita Pawlysch       | Astrid Kumbernuss   | Irina Korschanenko        |
| 1999                | Maebashi            | Swetlana Kriweljowa | Krystyna Zabawska   | Teri Steer-Tunks          |
| 2001                | Lissabon            | Larissa Peleschenko | Nadseja Astaptschuk | Swetlana Kriweljowa       |
| 2003                | Birmingham          | Irina Korschanenko  | Nadseja Astaptschuk | Astrid Kumbernuss         |
| 2004                | Budapest            | Swetlana Kriweljowa | Yumileidi Cumbá     | Nadine Kleinert           |
| 2006                | Moskau              | Natallja Charaneka  | Nadine Kleinert     | Olga Rjabinkina           |
| 2008                | Valencia            | Valerie Vili        | Li Meiju            | Li Meiju                  |
| 2010                | Doha                | Valerie Vili        | Anna Awdejewa       | Nadine Kleinert           |
| 2012                | Istanbul            | Valerie Adams       | Michelle Carter     | Jillian Camarena-Williams |
| 2014                | Sopot               | Valerie Adams       | Christina Schwanitz | Gong Lijiao               |
| 2016                | Portland            | Michelle Carter     | Anita Márton        | Valerie Adams             |
| 2018                | Birmingham          | Anita Márton        | Danniel Thomas-Dodd | Gong Lijiao               |
| 2022                | Belgrad             | Auriol Dongmo       | Chase Ealey         | Jessica Schilder          |
| 2024                | Glasgow             | Sarah Mitton        | Yemisi Ogunleye     | Chase Ealey               |
| 2025                | Nanjing             | Sarah Mitton        | Jessica Schilder    | Chase Jackson             |

### Fünfkampf
| Weltmeisterschaften | Weltmeisterschaften | Gold                      | Silber                | Bronze             |
| ------------------- | ------------------- | ------------------------- | --------------------- | ------------------ |
| 1995                | Barcelona           | Swetlana Moskalez         | Kym Carter            | Irina Tjuchai      |
| 1997                | Paris               | Sabine Braun              | Mona Steigauf         | Kym Carter         |
| 1999                | Maebashi            | Le Shundra Nathan         | Irina Belowa          | Urszula Włodarczyk |
| 2001                | Lissabon            | Natallja Sasanowitsch     | Jelena Prochowa       | Karin Ertl         |
| 2003                | Birmingham          | Carolina Klüft            | Natallja Sasanowitsch | Marie Collonvillé  |
| 2004                | Budapest            | Naide Gomes               | Natalija Dobrynska    | Austra Skujytė     |
| 2006                | Moskau              | Ljudmyla Blonska          | Karin Ruckstuhl       | Olga Lewenkowa     |
| 2008                | Valencia            | Tia Hellebaut             | Kelly Sotherton       | Anna Bogdanowa     |
| 2010                | Doha                | Jessica Ennis             | Natalija Dobrynska    | Hyleas Fountain    |
| 2012                | Istanbul            | Natalija Dobrynska        | Jessica Ennis         | Austra Skujytė     |
| 2014                | Sopot               | Nadine Broersen           | Brianne Theisen-Eaton | Alina Fjodorowa    |
| 2016                | Portland            | Brianne Theisen-Eaton     | Alina Fjodorowa       | Barbara Nwaba      |
| 2018                | Birmingham          | Katarina Johnson-Thompson | Ivona Dadic           | Yorgelis Rodríguez |
| 2022                | Belgrad             | Noor Vidts                | Adrianna Sułek        | Kendell Williams   |
| 2024                | Glasgow             | Noor Vidts                | Saga Vanninen         | Sofie Dokter       |
| 2025                | Nanjing             | Saga Vanninen             | Kate O’Connor         | Taliyah Brooks     |

## Nicht mehr ausgetragene Wettbewerbe

### 200 m
Dieser Bewerb wurde zwischen 1987 und 2004 ausgetragen und anschließend ersatzlos gestrichen.
| Weltmeisterschaften | Weltmeisterschaften | Gold                  | Silber                      | Bronze                 |
| ------------------- | ------------------- | --------------------- | --------------------------- | ---------------------- |
| 1987                | Indianapolis        | Heike Drechsler       | Merlene Ottey               | Grace Jackson          |
| 1989                | Budapest            | Merlene Ottey         | Grace Jackson               | Natalja Kowtun         |
| 1991                | Sevilla             | Merlene Ottey         | Irina Sergejewa             | Grit Breuer            |
| 1993                | Toronto             | Irina Priwalowa       | Melinda Gainsford           | Natalja Woronowa       |
| 1995                | Barcelona           | Melinda Gainsford     | Pauline Davis               | Natalja Woronowa       |
| 1997                | Paris               | Ekaterini Koffa       | Juliet Cuthbert             | Swetlana Gontscharenko |
| 1999                | Maebashi            | Ionela Târlea         | Swetlana Gontscharenko      | Pauline Davis          |
| 2001                | Lissabon            | Juliet Campbell       | LaTasha Jenkins             | Natallja Safronnikawa  |
| 2003                | Birmingham          | Muriel Hurtis         | Anastassija Kapatschinskaja | Juliet Campbell        |
| 2004                | Budapest            | Natallja Safronnikawa | Swetlana Gontscharenko      | Karin Mayr-Krifka      |

### 3000 m Bahngehen
Dieser Bewerb wurde zwischen 1987 und 1993 ausgetragen und anschließend ersatzlos gestrichen.
| Weltmeisterschaften | Weltmeisterschaften | Gold              | Silber            | Bronze          |
| ------------------- | ------------------- | ----------------- | ----------------- | --------------- |
| 1987                | Indianapolis        | Olga Krischtop    | Giuliana Salce    | Ann Peel        |
| 1989                | Budapest            | Kerry Saxby       | Beate Anders      | Ileana Salvador |
| 1991                | Sevilla             | Beate Anders      | Kerry Saxby       | Ileana Salvador |
| 1993                | Toronto             | Jelena Nikolajewa | Kerry Saxby-Junna | Ileana Salvador |